# Kate Henshaw
Kate Henshaw, également connue en tant que Kate Henshaw-Nuttall, née le 19 juillet 1971 à Calabar, est une actrice nigériane. En 2008, elle reçoit le prix Africa Movie Academy Award de la meilleure actrice, pour son rôle dans Stronger than Pain.

## Jeunesse
Kate Henshaw est née le 19 juillet 1971  à Calabar : elle est l'aînée de quatre enfants. Après avoir terminé son école primaire et secondaire à Lagos et Calabar, elle passe un an à l'université de Calabar puis se spécialise en microbiologie médicale à l'School of Medical Lab Science, LUTH (Hôpital universitaire de Lagos). Elle travaille à l'hôpital général d'Etat Bauchi.

## Carrière
En 1993, Kate Henshaw passe une audition pour le rôle principal du film When the Sun Sets et elle est retenue. Il s'agit de sa première apparition dans un film Nollywood. 
En 2008, elle reçoit le prix Africa Movie Academy Award de la meilleure actrice, pour son rôle dans Stronger than Pain. Elle est juge dans l'émission Nigeria's Got Talent (en).

## Filmographie
Selon Internet Movie Database, la filmographie de Kate Henshaw est la suivante :
- I Need My Husband
- Nora
- 1993 : When the Sun Sets
- 1996 : Domitilla
- 1996 : Silent Night 2
- 1996 : Silent Night
- 2003 : Adam & Eve
- 2003 : Ghetto Love
- 2003 : Love Entangle
- 2003 : You Broke My Heart 2
- 2003 : You Broke My Heart
- 2003 : Above Death: In God We Trust
- 2004 : Inheritance
- 2004 : Negative Influence 2
- 2004 : Negative Influence
- 2004 : Sleeping with the Enemy 2
- 2004 : Sleeping with the Enemy
- 2004 : The Legend
- 2004 : The Legend
- 2004 : The Stolen Bible 2
- 2004 : The Stolen Bible
- 2004 : The Substitute
- 2004 : Wanted at all Cost
- 2005 : Diamond Forever 2
- 2005 : Diamond Forever
- 2005 : Doctors' Quarters (série télé)
- 2005 : Emotional Hazard 2
- 2005 : Emotional Hazard
- 2005 : Girls in the Hood 2
- 2005 : Girls in the Hood
- 2005 : The Bridesmaid
- 2005 : The Carcass 2
- 2005 : The Carcass
- 2006 : A Million Tears 2
- 2006 : A Million Tears
- 2006 : Blood on Ice 2
- 2006 : Blood on Ice
- 2006 : Consequences (Angela)
- 2006 : Consequences 2
- 2006 : Costly Mistake 2
- 2006 : Costly Mistake
- 2006 : Games Men Play 2
- 2006 : Games Men Play 3
- 2006 : Games Men Play
- 2006 : Mamush 2
- 2006 : Mamush
- 2006 : My Little Secret 2
- 2006 : My Little Secret
- 2006 : She 2: You Must Obey
- 2006 : She 3: You Must Obey
- 2006 : She: You Must Obey
- 2006 : The Search 2
- 2006 : The Search 3
- 2006 : The Search
- 2007 : A Brighter Sun 2
- 2007 : A Brighter Sun
- 2007 : One Life 2
- 2007 : One Life
- 2007 : Show Me Heaven 2
- 2007 : Show Me Heaven 3
- 2007 : Show Me Heaven
- 2007 : Stronger Than Pain 2 (Eringa)
- 2007 : Stronger Than Pain (Eringa)
- 2007 : To Love and to Hold 2
- 2007 : To Love and to Hold
- 2008 : Broken Tears 2
- 2008 : Broken Tears
- 2008 : River of Tears 2 (Dorothy)
- 2008 : River of Tears (Dorothy)
- 2008 : Take Me to Jesus 2
- 2008 : Take Me to Jesus
- 2008 : Tears in My Eyes 2
- 2008 : Tears in My Eyes
- 2012 : The Meeting (Mrs. Ikomi)
- 2013 : False
- New Horizons (Adesuwa)
- 2019 : 4th Republic : Mabel King
- 2022 : Blood Sisters : Uduak Ademola

## Source de la traduction
- (en) Cet article est partiellement ou en totalité issu de l’article de Wikipédia en anglais intitulé « Kate Henshaw » (voir la liste des auteurs).